# Fur Free Alliance
Fur Free Alliance er et globalt samarbejde mellem flere dyreretsorganisationer for at afskaffe drab på dyr for deres pels' skyld.
Koalitionen har tæt samarbejde med HSUS og hovedkvarter i Washington D.C. med over 35 medlemsorganisationer verden over bl.a. WSPA og HSUS. Eneste danske medlem er Anima.